# 1802 Zhang Heng
1802 Zhang Heng è un asteroide della fascia principale. Scoperto nel 1964, presenta un'orbita caratterizzata da un semiasse maggiore pari a 2,8419587 UA e da un'eccentricità di 0,0355535, inclinata di 2,68562° rispetto all'eclittica.
L'asteroide è dedicato allo scienziato cinese Zhang Heng.